# 1627

## Esdeveniments
Països Catalans
Resta del món
- Johannes Kepler va publicar les Tabulae Rudolphine.

## Naixements
- 9 d'abril, Adorf (Alemanya): Johann Caspar von Kerll, organista i compositor alemany (m. 1693)[1]
- Anvers: Alexander Coosemans, pintor barroc flamenc, especialitzat en natures mortes.

## Necrològiques
Països Catalans
- La Bisbal d'Empordà: Francesc de Sentjust i de Castre, 83è President de la Generalitat de Catalunya.
- Tomàs de Banyuls i de Llupià, Cap dels nyerros.

Resta del món
- 23 de maig - Còrdova: Luis de Góngora y Argote, poeta i dramaturg del Segle d'Or espanyol.[2]
- 30 de setembre, Pequín, Xina: Zhu Youxia, Emperador Tianqi, penúltim emperador de la Dinastia Ming (n. 1605).[3]